# Война и мир (телесериал, 2007)
«Война и мир» (англ. War And Peace) — телевизионная экранизация знаменитого романа Льва Толстого.

## Сюжет
Армия Наполеона Бонапарта начала завоевательные походы, в то время как многие в Москве об этом даже не слышали.
В Москве все жили своей обычной жизнью. В доме Ростовых готовились отмечать именины двух Наташ — графини и её дочери. Маленькая Наташа, наблюдая за тайной любовью её брата Николая и Сони, тоже мечтает о счастливой любви.
В связи с болезнью отца из Парижа в Москву возвращается Пьер. Кроме Пьера на именины приходит ещё много других людей, в их числе друг Пьера князь Андрей Болконский с женой Лизой, князь Василий Курагин с дочерью, красавицей Элен, и Мария Дмитриевна, которая желает помочь Пьеру устроить свою жизнь. На этом балу Наташа влюбляется в Андрея. Вскоре Андрей уходит на войну с Наполеоном. В союзе с австрийцами русские войска сражаются с французами в битве под Аустерлицем и проигрывают её. Андрей возвращается к отцу, у которого он оставил жену. Лиза умирает в родах, и Андрей с той поры думает, что его жизнь кончена. Но увидев Наташу на балу и потанцевав с ней, он влюбляется в неё и делает ей предложение. Она соглашается. Но её отец говорит, что свадьбу следует отложить на год. Когда год почти проходит, Анатоль Курагин соблазняет Наташу и хочет увезти её, но ему помешает Пьер. Наташа, понимая, какое зло она сделала Андрею, просит Пьера передать ему просьбу о прощении. Андрей, не найдя сил простить, уходит на войну. В битве при Бородине его смертельно ранят. Там же ранят и Анатоля. Они встречаются. Анатоль умирает, а Андрей прощает Наташу и понимает, что любит её «божеской» любовью. Пьер увозит его к Наташе. Они встречаются. Наташа просит Андрея о прощении, тот в ответ признаётся ей в любви. Она начинает за ним ухаживать, но он умирает от ран, полученных в сражении. Тем временем война подходит к концу. Брат Наташи Николай доходит до Парижа и оставляет службу, после чего женится на Марии Болконской. Соня выходит замуж за генерала Денисова. Наташа выходит замуж за Пьера.

## В ролях
- Клеманс Поэзи — Наташа Ростова, дочь Ильи и Натальи Ростовых
- Алессио Бони — князь Андрей Болконский
- Александр Бейер — Пьер Безухов
- Малкольм Макдауэлл — князь Николай Болконский, отец Андрея и Марьи
- Владимир Ильин — Михаил Илларионович Кутузов
- Андреа Джордана — граф Илья Андреевич Ростов
- Дмитрий Исаев — Николай Ростов, старший сын Ростовых
- Валентина Черви — княжна Марья, сестра князя Андрея
- Ханнелоре Эльснер — графиня Наталья Ростова, жена графа Ильи Андреевича
- Беньямин Задлер — Фёдор Долохов
- Тони Берторелли — князь Василий Курагин
- Виоланте Плачидо — Элен Курагина (в замужестве Безухова)
- Игорь Костолевский — Александр I
- Ана Катерина Морариу — Соня, племянница графа Ростова
- Элоди Фрэнк — Лиза, жена князя Андрея
- Хари Принз — Василий Денисов
- Кен Дюкен — Анатоль Курагин
- Андрей Гусев — Платон Каратаев
- Пилар Абелла — мадмуазель Амилия Бурьен
- Скали Дельпейра — император Наполеон Бонапарт
- Бренда Блетин — Марья Дмитриевна Ахросимова
- Мартинас Нежинскас Джим — Петя, сын Ростовых
- Фредерик Горни — Рамбаль

Режиссёр дубляжа — Ярослава Турылёва.

## Сюжетные несоответствия между романом Толстого и кинофильмом
- Сильно изменен эпилог романа:

В романе Соня не выходит замуж за Денисова (как в кинофильме), но живёт в доме Николая Ростова — «она, как кошка, прижилась не к людям, а к дому» (Толстой).
- В фильме Элен умирает то ли от сифилиса, то ли от оспы, заразившись от любовника из ближайшего окружения Наполеона. В романе она умирает предположительно в результате неудачного аборта:

«…Она вверилась какому-то итальянскому доктору, лечившему её каким-то новым и необыкновенным способом. Все очень хорошо знали, что болезнь прелестной графини происходила от неудобства выходить замуж сразу за двух мужей и что лечение итальянца состояло в устранении этого неудобства». Итальянец «предписал Элен небольшие дозы какого-то лекарства для произведения известного действия; но… Элен, мучимая тем, что старый граф подозревал её, и тем, что муж, которому она писала (этот несчастный развратный Пьер), не отвечал ей, вдруг приняла огромную дозу выписанного ей лекарства и умерла в мучениях, прежде чем могли подать помощь».
- Внешность Клеманс Поэзи совершенно не соответствует образу Наташи Ростовой. В романе она описывается как темноволосая, темноглазая, высокая девушка, а Поззи является невысокой голубоглазой блондинкой.
- В романе Николай Ростов был секундантом Долохова, а не Пьера.
- Во время сражения при Аустерлице императору Александру Первому было 28 лет. Играющему его Игорю Костолевскому на момент съемок было 59.
- В фильме отсутствует эпизод в салоне Анны Павловны Шерер. Все важные встречи и диалоги перенесены в эпизод именин у Ростовых.
- В фильмах Пьер, Долохов, Курагин и другие проводили время на светском рауте для военных, а потом поехали на спектакль, в романе же Пьер, Долохова, Курагин, устраивали пьянки с девицами в барах и борделях.
- В романе сказано, что Пьер имел слабость к алкоголю, в чём даже сам себя стыдил. В фильме же, он напился всего 1 раз, а после раута у Долохова он изображал пьяного не выпив при этом ни капли.
- В фильме Пьера забрали на прощание с отцом, когда он с компанией собрался на спектакль, а в романе после пьянки в борделе.
- Из фильма полностью вырезана сюжетная линия Пьера и масонства.
- В фильме князь Андрей Болконский устроил охоту на Анатоля Курагина. В романе князь Андрей попадает в госпиталь, где лежит на соседней койке, уже с отрезанной ногой, Анатоль Курагин. И прощает его Болконский мысленно, а не пламенным рукопожатием, как это показали в фильме.
- В романе Долохов взял служить Петю Ростова под своё личное командование, и его смерть на нём сильно сказалась, а в фильме он служит под началом Денисова, с Долоховым же он вообще не контактирует.
- В фильме Пьер встречает Наташу Ростову после разграбления Москвы французами, играющую на пианино в разрушенном доме. В романе он встречает её у княжны Марьи, уже совсем изменившуюся.
- В фильме образ Пьера описан неверно. По роману Льва Николаевича Толстого Пьер — это «толстый, неуклюжий медведь», в фильме же он худой и высокий; но неуклюжесть была передана верно.
- Кроме того, в фильме нет упоминаний о старшей дочери Ростовых — Вере.